# Rota clipper
A rota clipper era a rota tradicional que os veleiros comerciais utilizavam entre a Europa e o Extremo Oriente e Austrália .
O percurso era efetuado de oeste para leste passando pelos cabos da Boa Esperança, Leeuwin e Horn a fim de aproveitar os ventos fortes provenientes de oeste que existem no hemisfério sul geralmente entre os paralelos 40 e 50.
Esta rota era muito perigosa (principalmente no famoso Cabo Horn) e muitos navios naufragaram ao longo dos anos .
A rota clipper caiu em desuso comercial com o aparecimento dos navios movidos a vapor e igualmente pela abertura dos canais de Suez e do Panamá. Contudo, ela continua a ser o percurso mais rápido ao velejar ao redor do mundo e por isso tem sido a rota para várias competições de vela como a famosa Vendée Globe.